# Tous les chats sont gris
Tous les chats sont gris (Frans, alle katten zijn grijs) is een Belgische film uit 2015 onder regie van Savina Dellicour. 

## Verhaal
De zestienjarige Dorothy bevindt zich midden in een identiteitscrisis. Ze benadert de 46-jarige Paul, een privédetective, om haar biologische vader te zoeken. Wat Dorothy echter niet weet is dat Paul zelf haar biologische vader is. Hij keert net terug uit het buitenland wanneer hij Dorothy weerziet en houdt haar in het oog maar durft haar niet aan te spreken.

## Rolverdeling
| Acteur            | Personage  |
| ----------------- | ---------- |
| Bouli Lanners     | Paul       |
| Manon Capelle     | Dorothy    |
| Anne Coesens      | Christine  |
| Dune de Braconier | Marie-Anne |
| Alain Eloy        | Michel     |

## Prijzen en nominaties
De film ontving 9 nominaties (onder andere beste film en beste regie) voor de Magritte du cinéma, de belangrijkste filmprijs van (Franstalig) België.